# Emder Hafen
Koordinaten: 53° 20′ 39,8″ N, 7° 12′ 0″ O

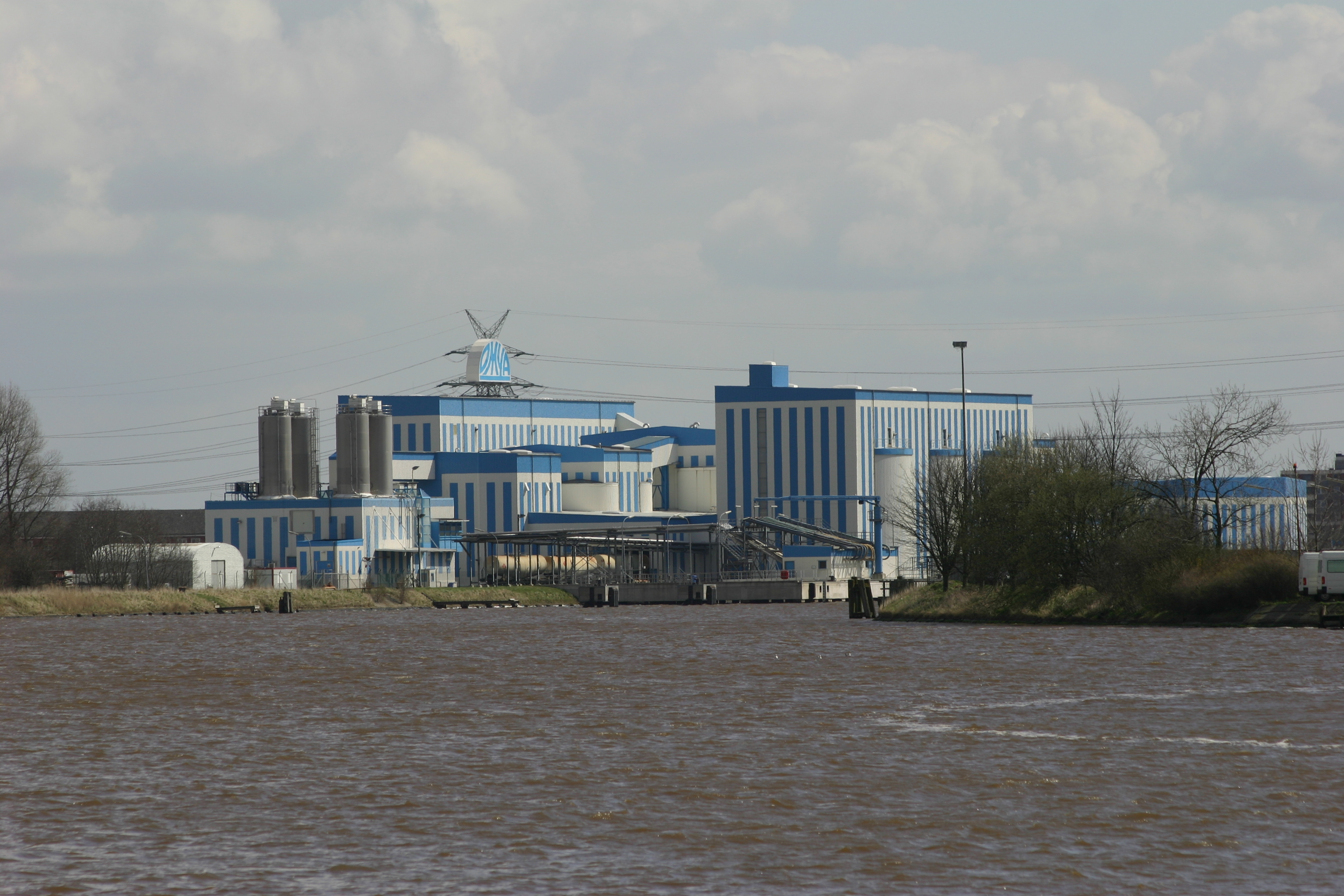
Der Spezialkreide-Hersteller OMYA produziert im Emder Hafen

Der Hafen der Stadt Emden ist ein Seehafen an der Mündung der Ems in die Nordsee. Es handelt sich dabei um den westlichsten Seehafen an der Küste Deutschlands und kann von Schiffen mit einem Tiefgang von bis zu 10,67 m (35’) angelaufen werden.
Der Hafen erreichte im Jahr 2011 einen Jahresumschlag von rund 6,29 Millionen Tonnen. Hauptumschlagprodukte sind Kraftfahrzeuge, Forstprodukte und Windenergieanlagen. Bei Kraftfahrzeugen ist der Emder Hafen nach Umschlagzahlen (2018: 1,36 Mio. Fahrzeuge, 2017: 1.447.668, 2016: 1.333.782, 2015: 1.406.807 Fahrzeuge) der drittgrößte Europas nach Zeebrugge und Bremerhaven und vor Antwerpen.
Im Jahr 2020 betrug der Seegüterumschlag 4 Mio. Tonnen (2019 waren es 4,4 Mio. t, 2017: 5,08 Mio. t, 2016: 4,33 Mio. t, 2015: 4,29 Mio. t). Betreiber des Emder Hafens ist Niedersachsen Ports.
Zudem ist Emden wichtiger Fährhafen zur Nordseeinsel Borkum. Der Hafen verfügt über eine eigene Bahn, die an das Eisenbahnnetz angebunden ist.

## Bedeutung

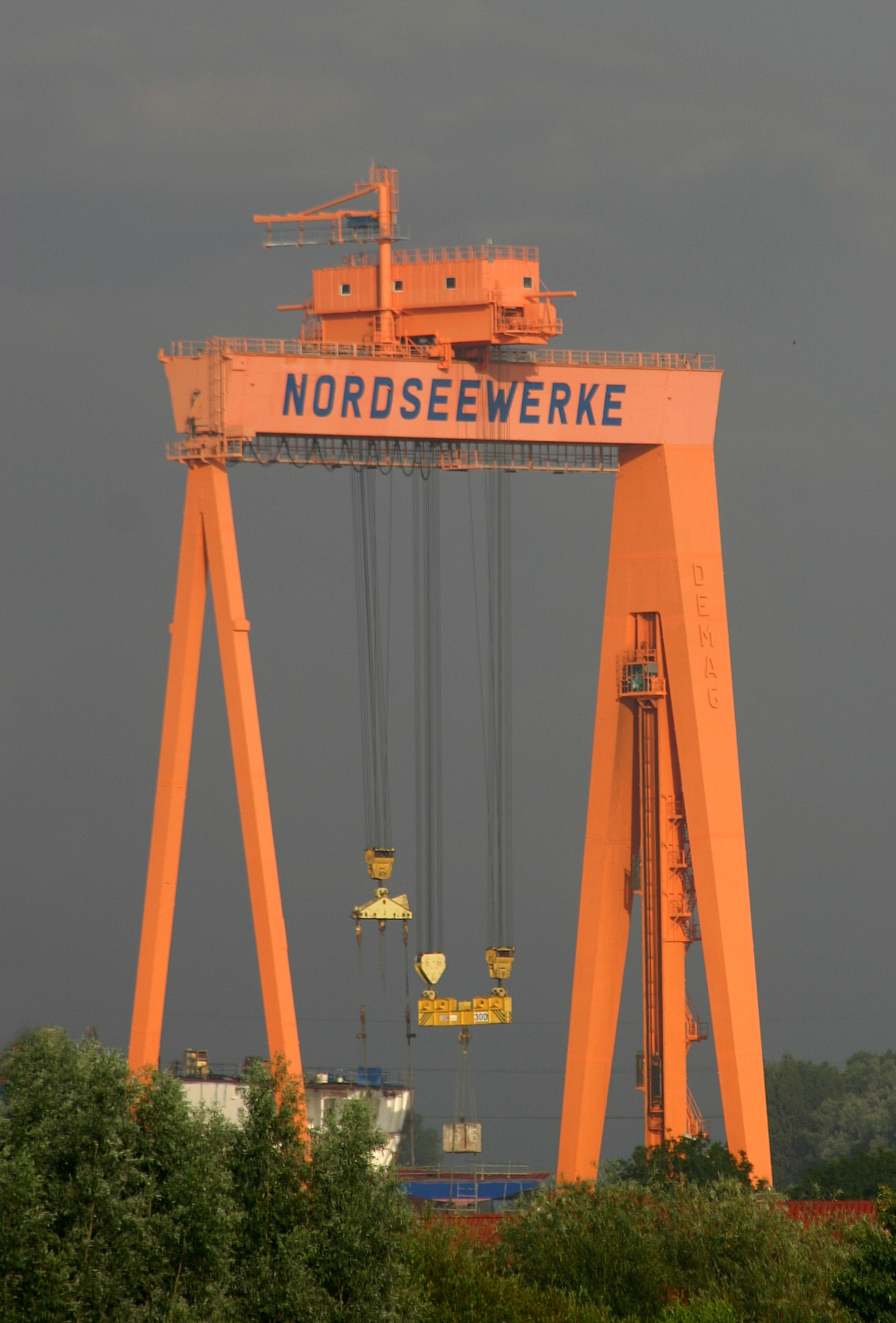
Portalkran der Nordseewerke

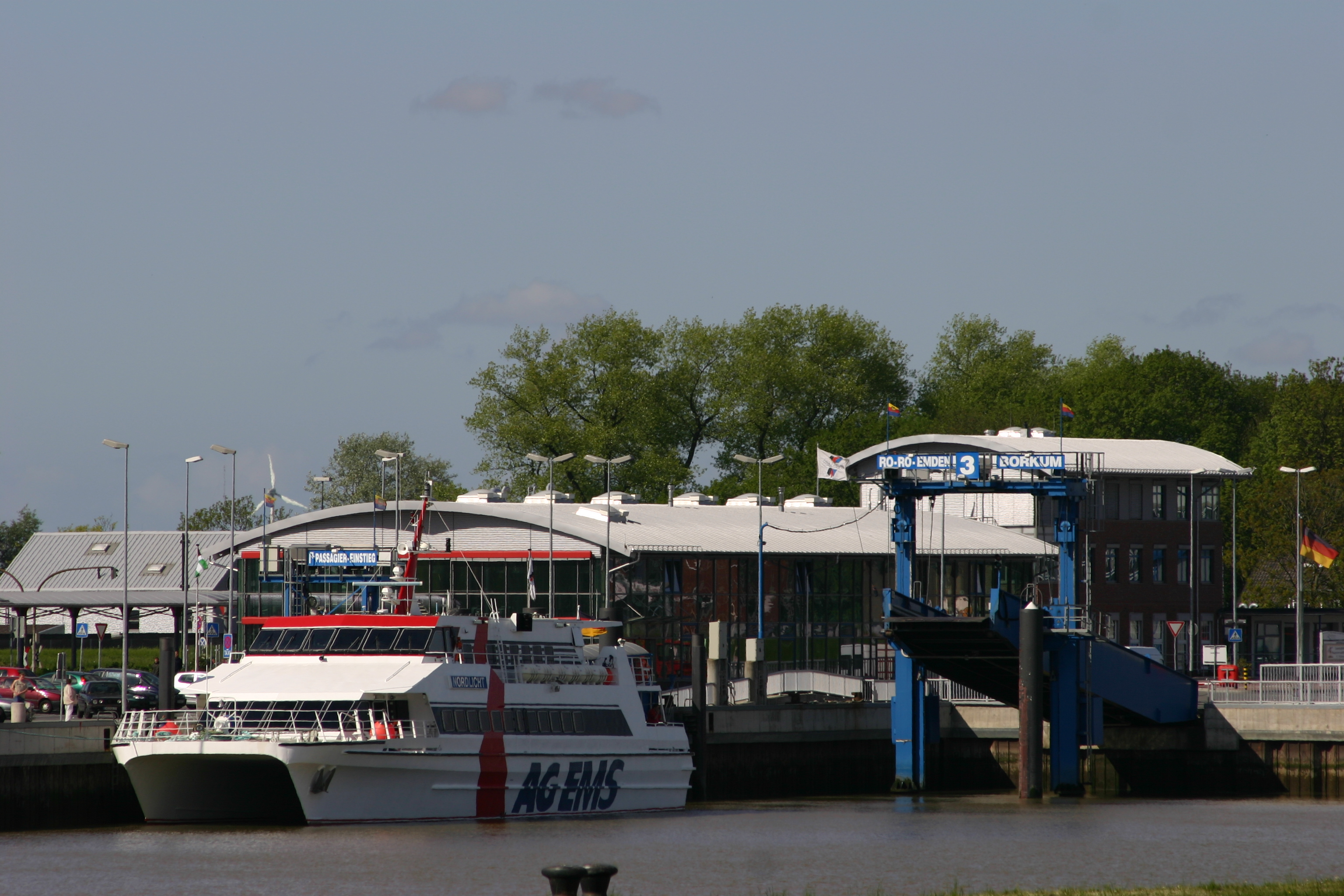
Ein Katamaran der Reederei AG Ems am Borkumkai

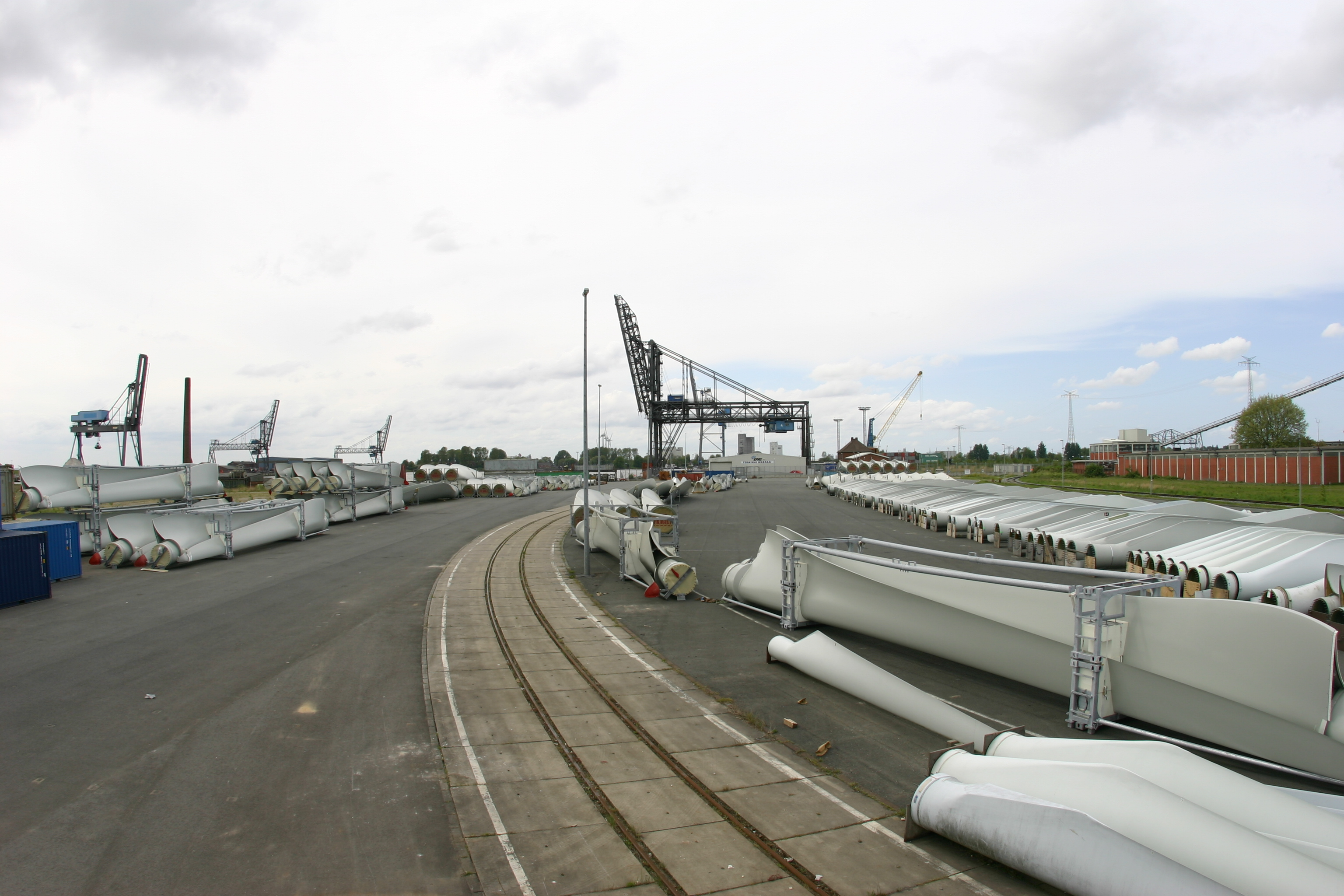
Umschlag von Rotoren für Windenergieanlagen des Herstellers Enercon aus Aurich am Nordkai auf dem EPAS-Gelände

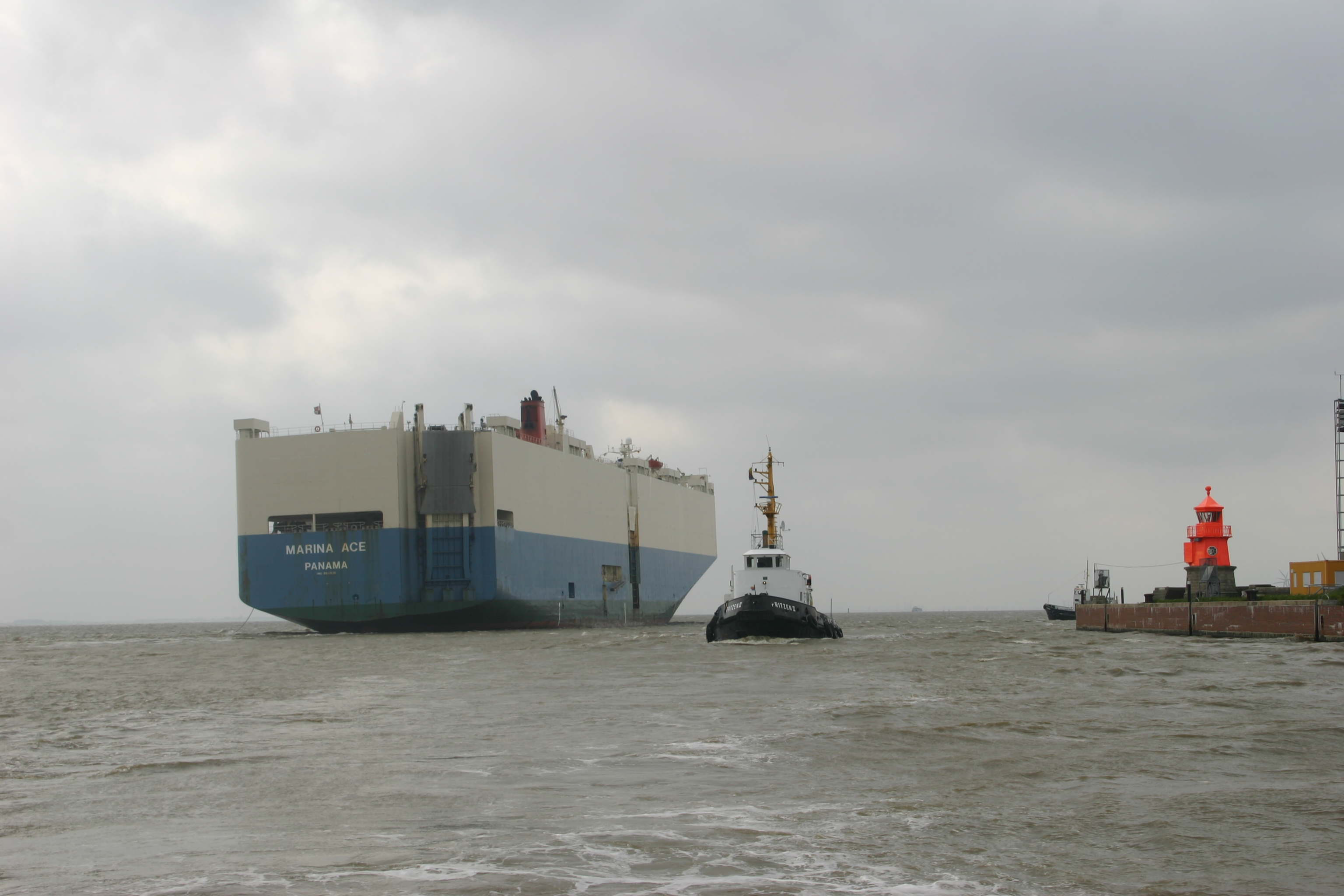
Ein mit Kfz beladenes RoRo-Schiff verlässt den Emder Außenhafen, rechts die Westmole (Hafeneinfahrt).

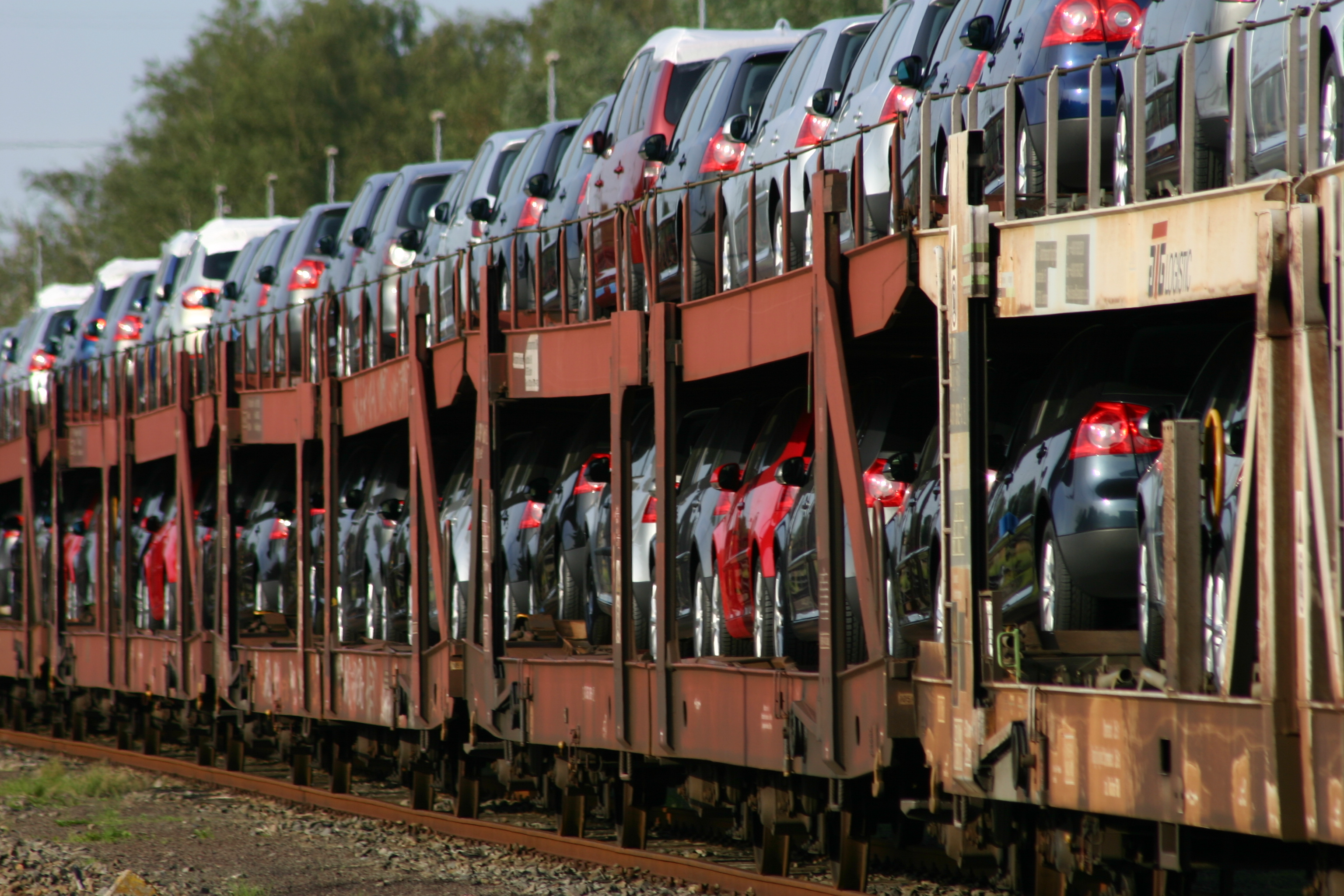
Autotransportwagen im Hafenbahnhof

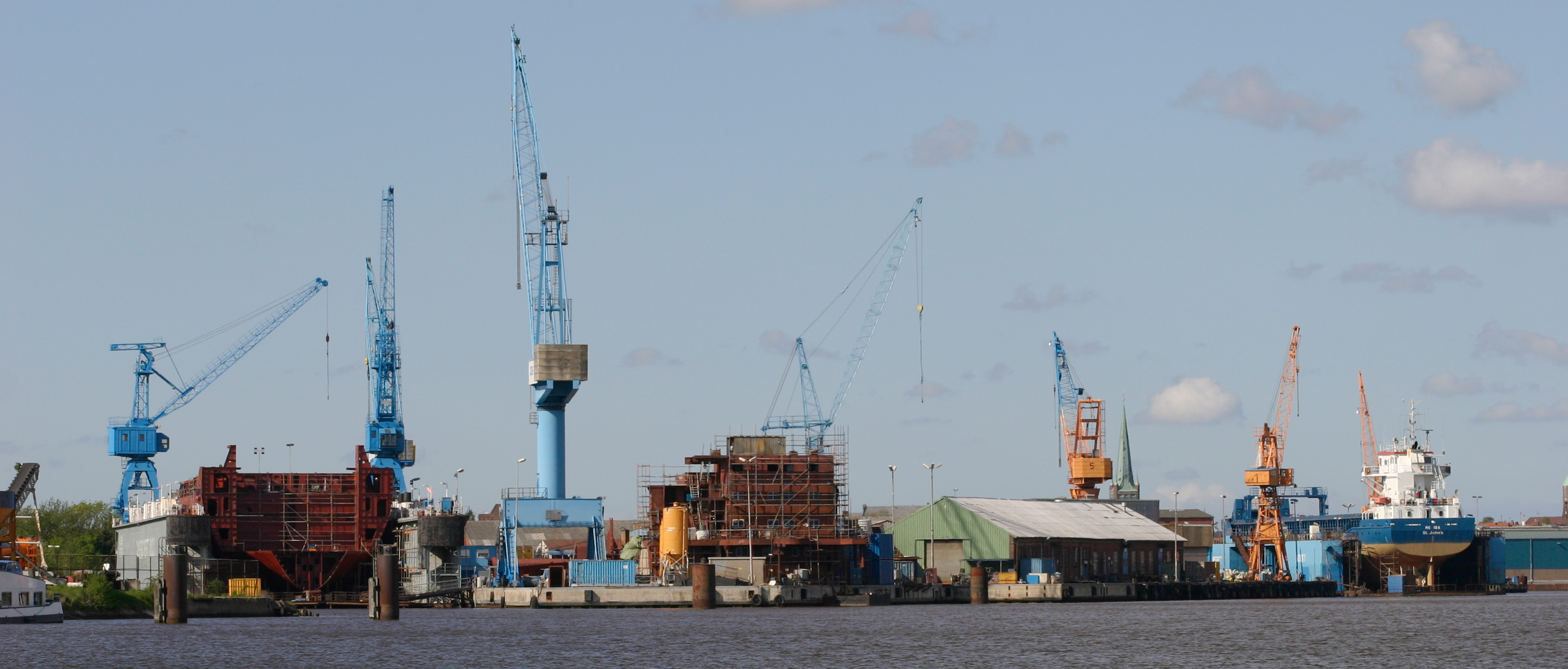
Die Cassens-Werft von der Hafenseite aus gesehen

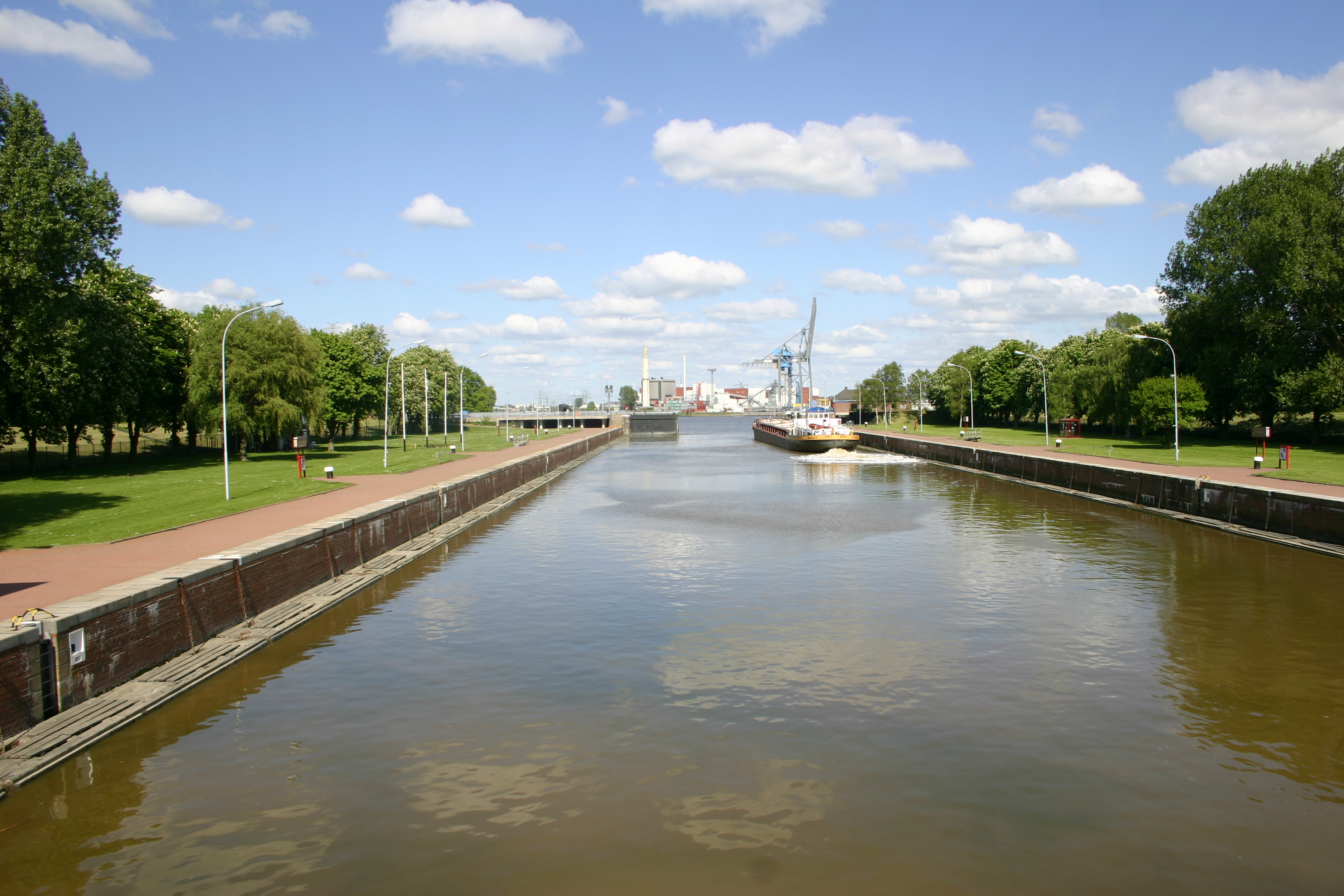
Große Seeschleuse

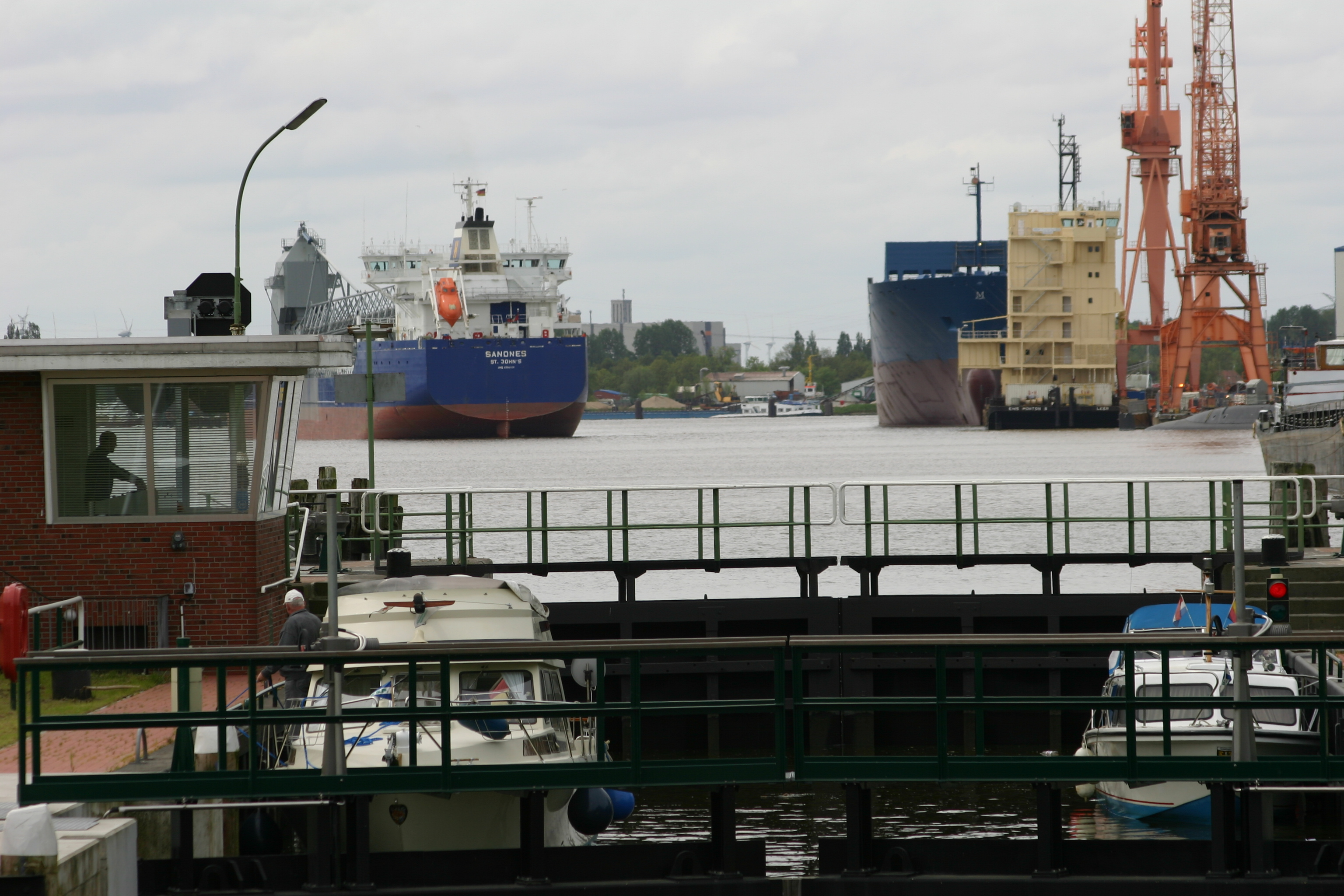
Bindeglied zwischen Seehafen und Binnenwasserstraßen: die Borssumer Schleuse

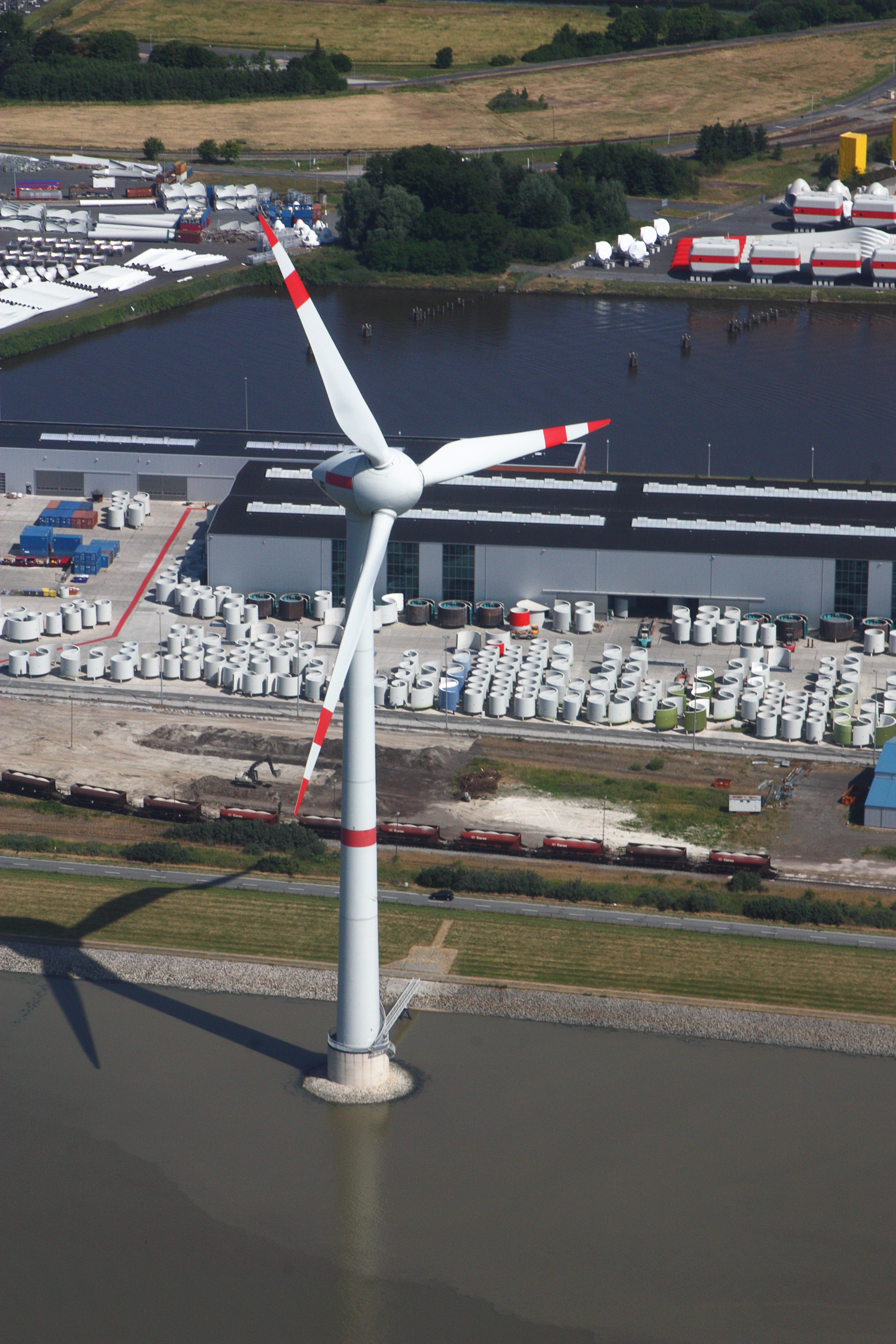
Enercon-Windenergieanlage E-112 an der Ems in Emden, eine der ersten Nearshore-Windenergieanlagen in Deutschland

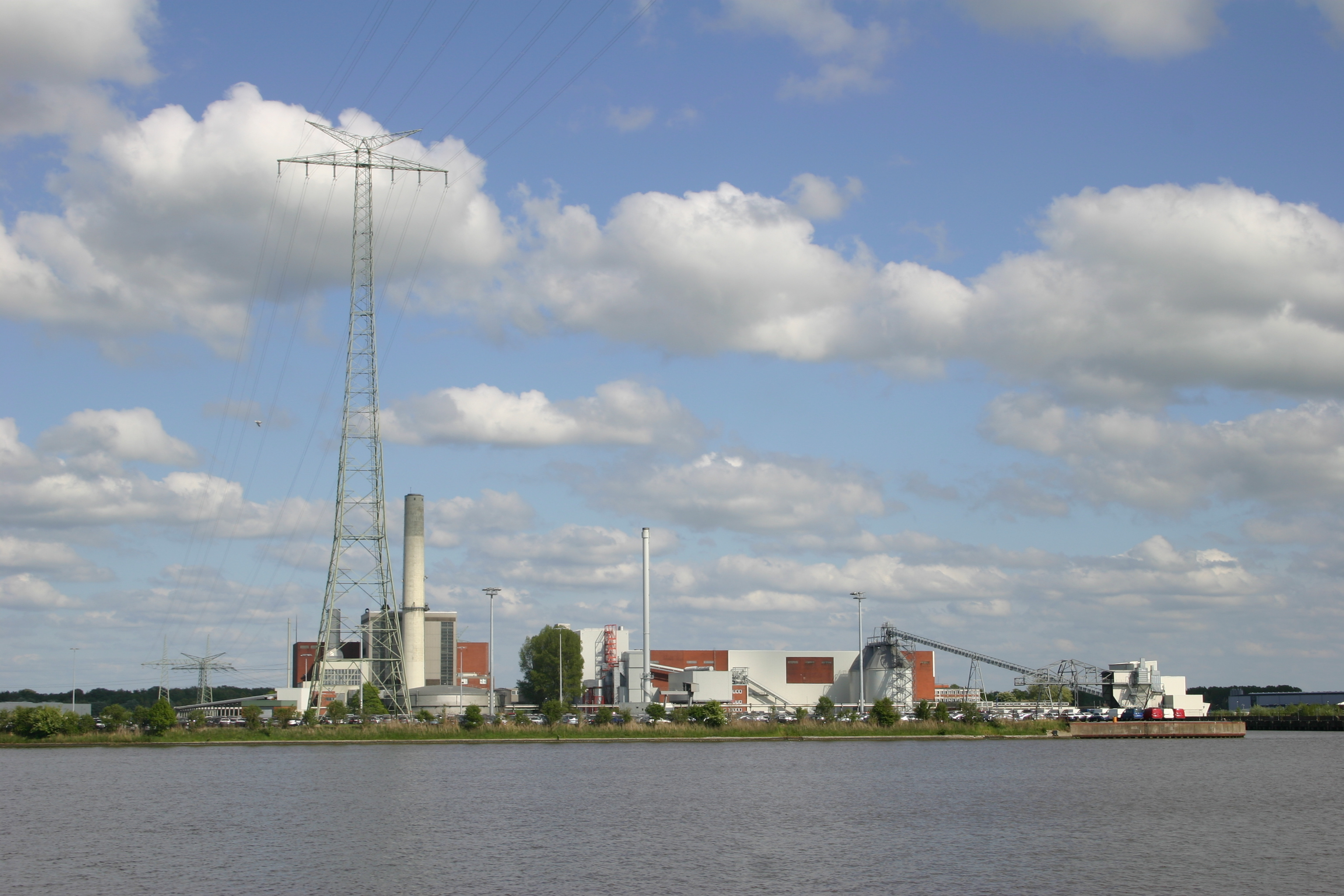
Gaskraftwerk im Emder Hafen
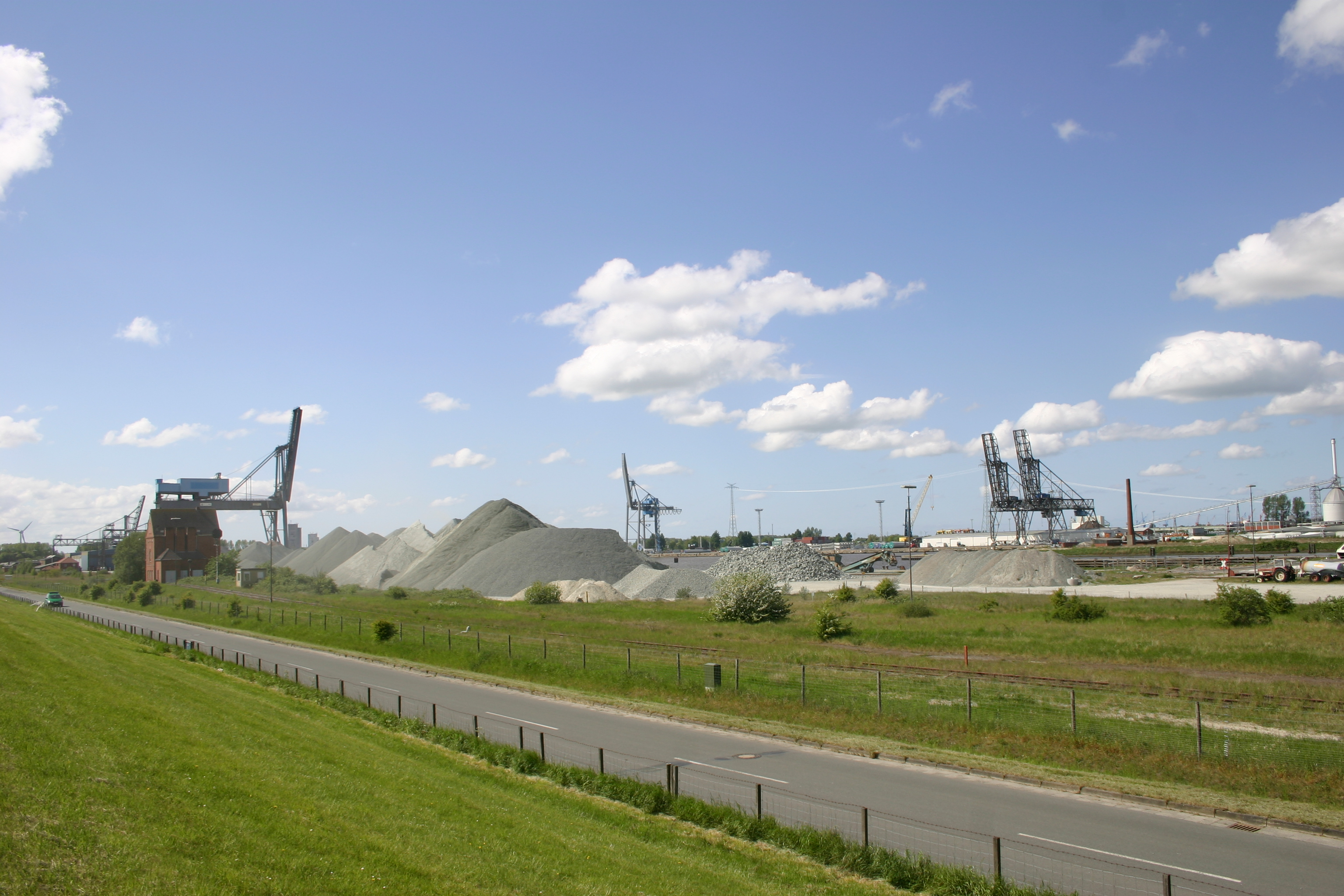
Am Südkai: früher Erzumschlag, heute Baustoffumschlag
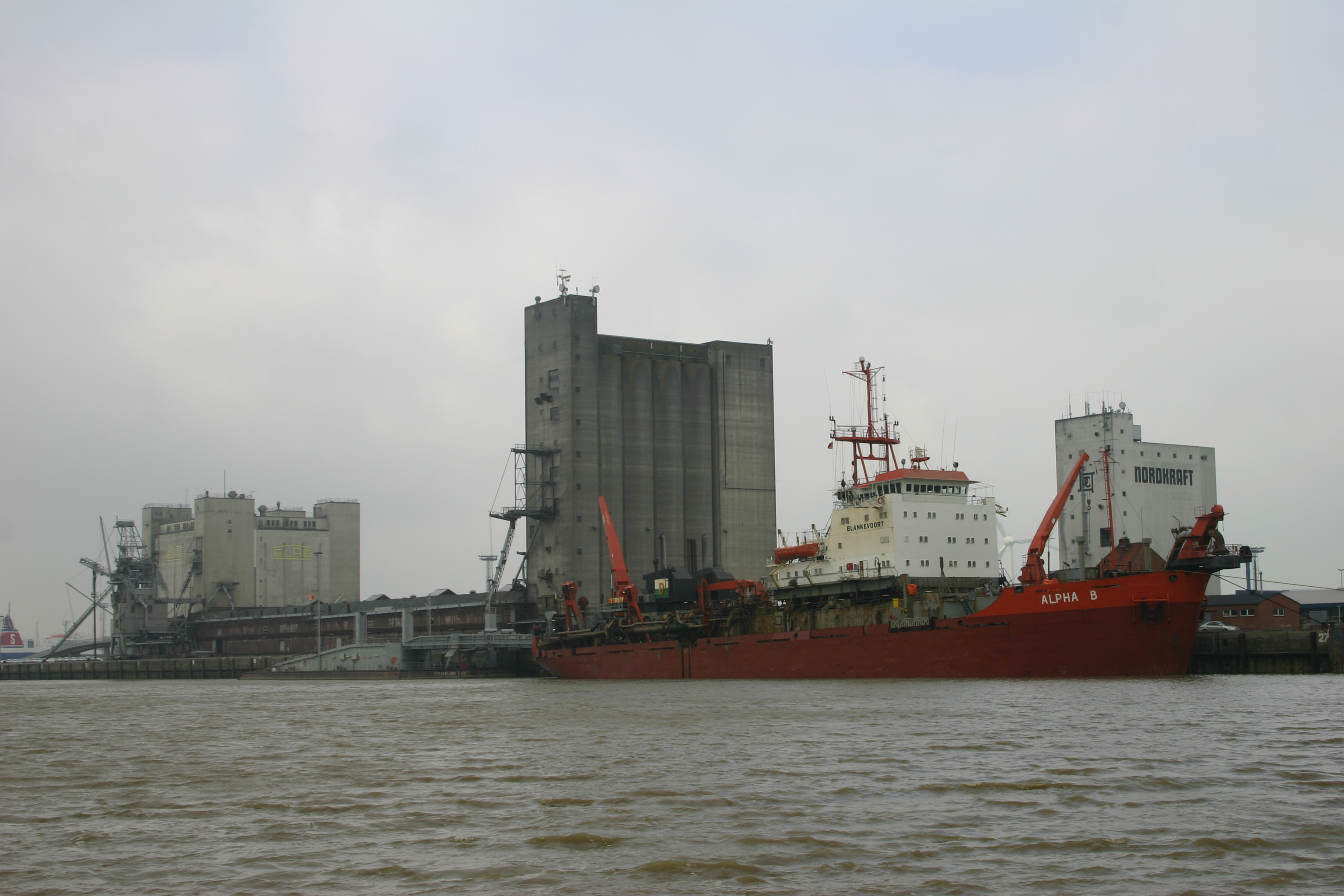
Getreidesilos im Außenhafen
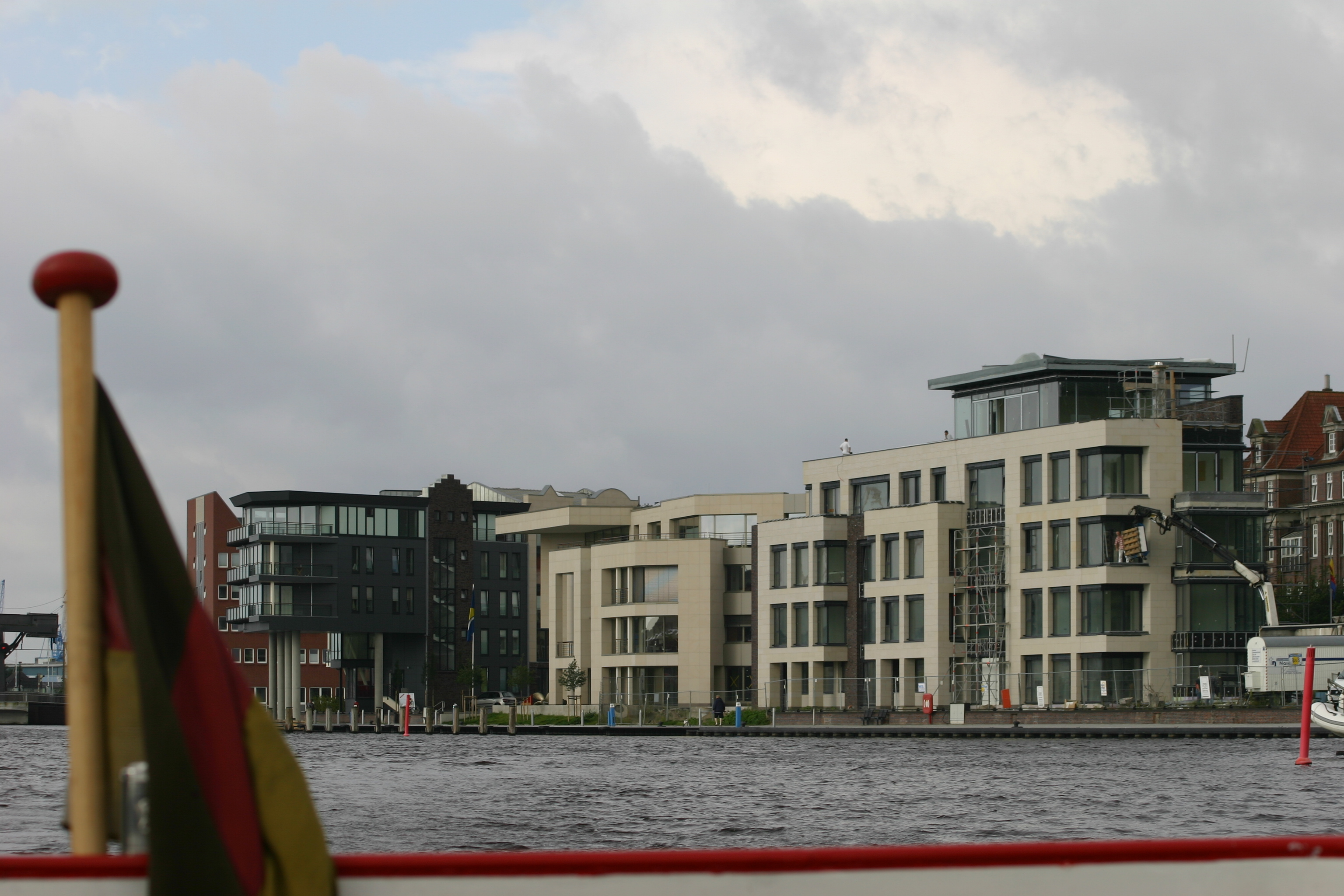
Die westliche Seite des „Alten Binnenhafens“ mit Bürogebäuden und Wohnungen
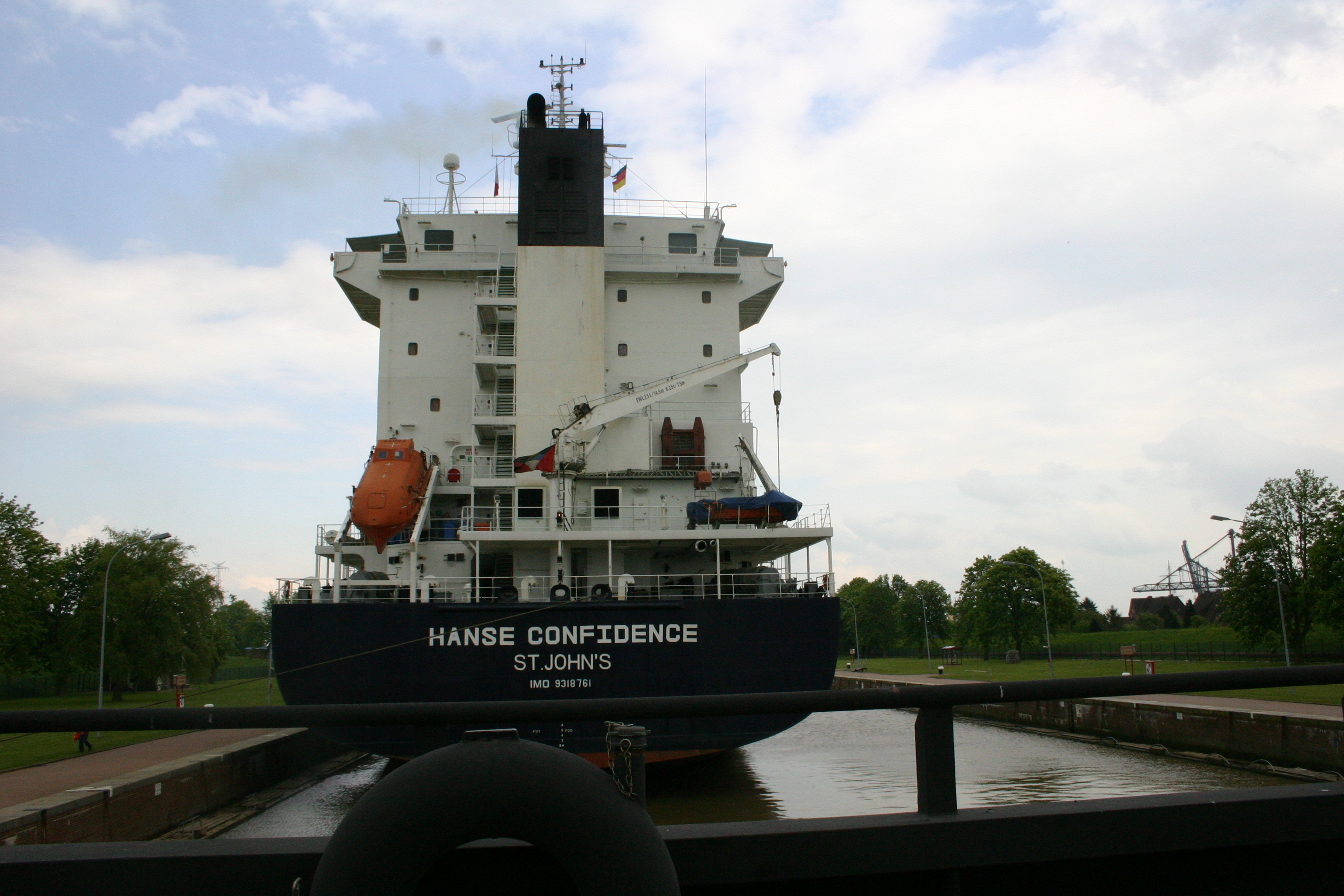
Frachter in der Großen Seeschleuse
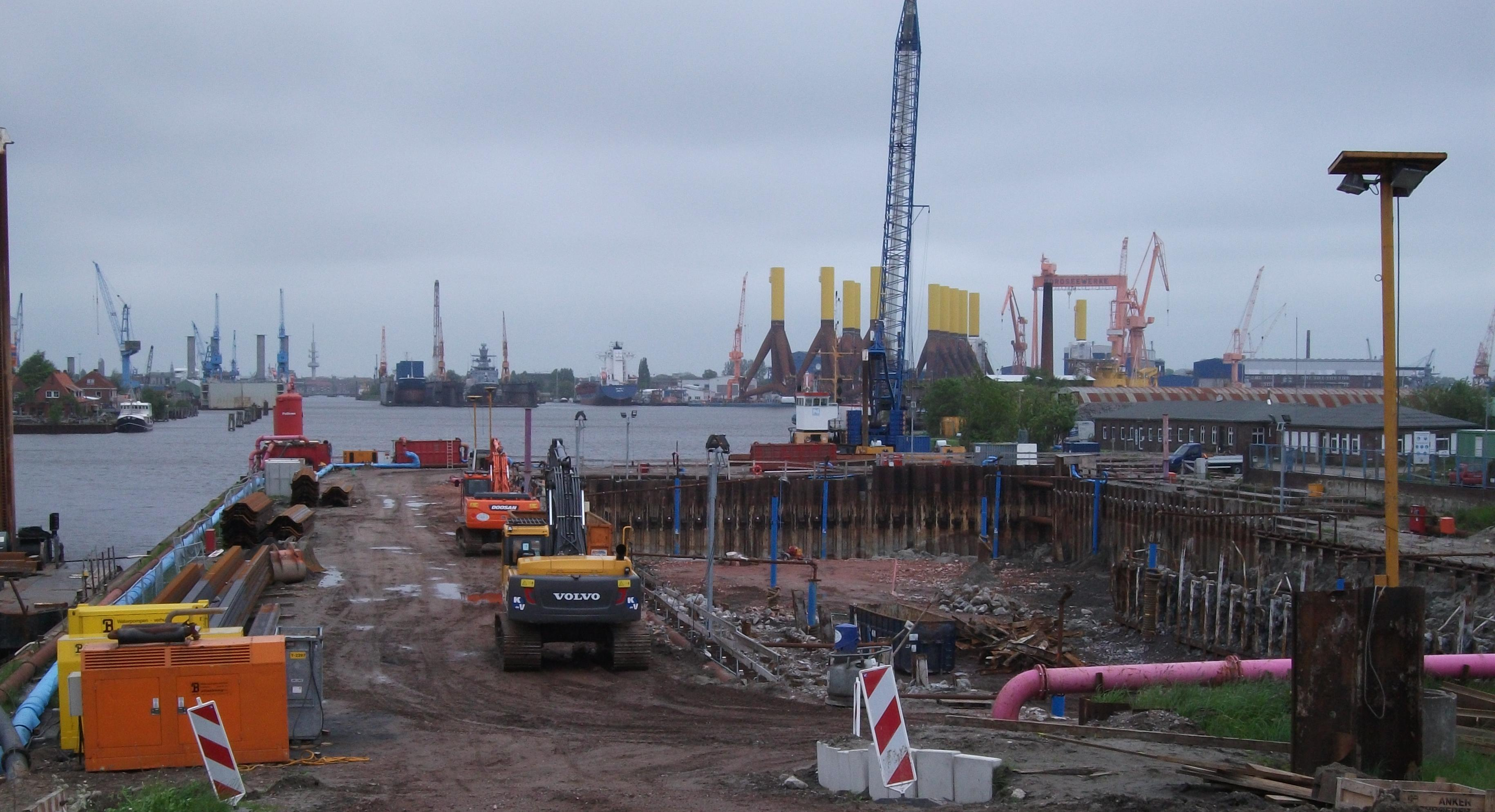
Nesserlander Schleuse zwischen Emder Innen- und Außenhafen während der Renovierungsarbeiten im Mai 2013. Vom alten Becken sind rechts noch die Spundwände zu sehen.
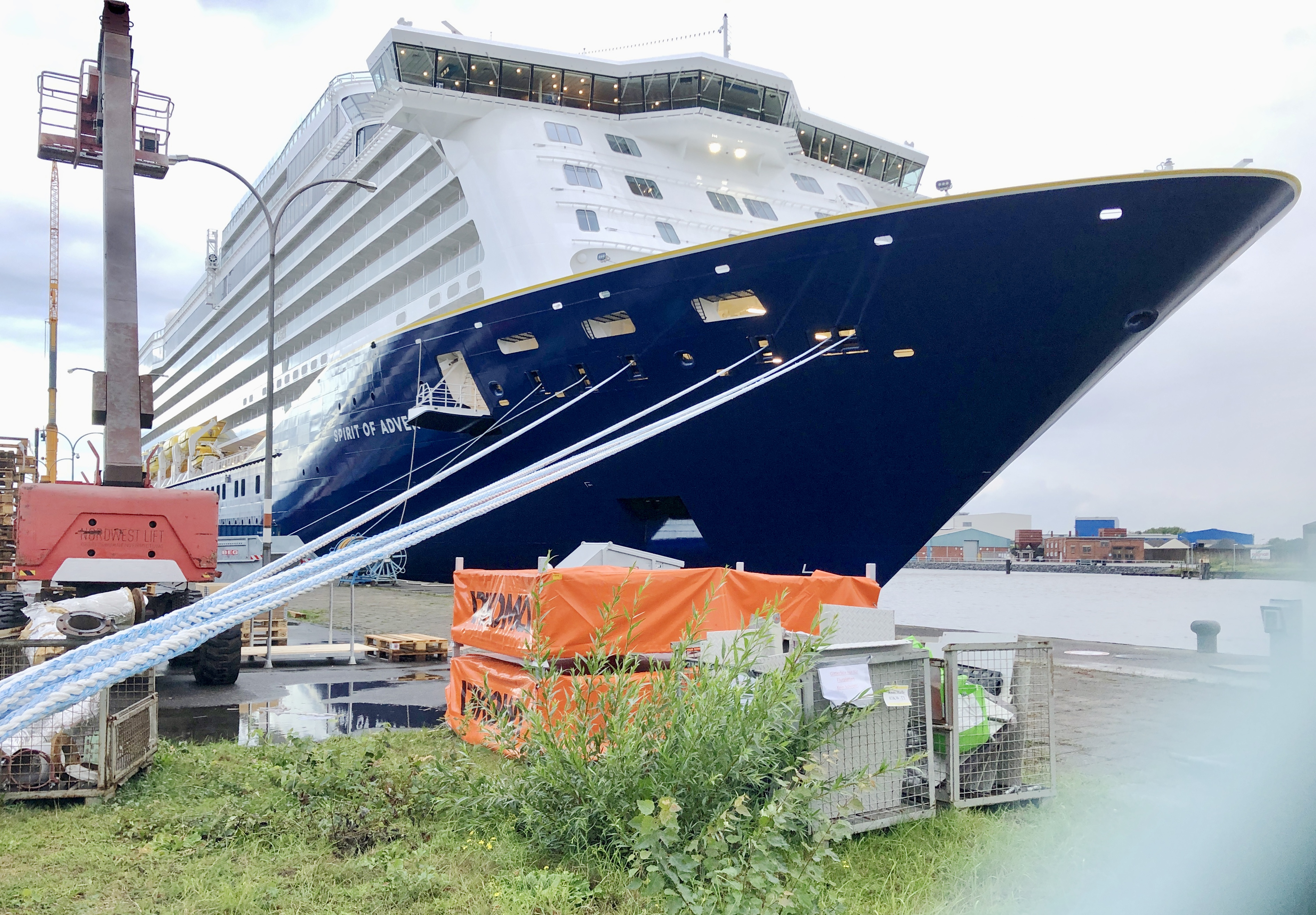
Die Spirit of Adventure im Borssumer Hafen am 25. September 2020

Der Hafen ist von jeher der Lebensnerv der Stadt – ohne ihn wäre sie gar nicht entstanden. Der Hafen geht zurück auf die Anfänge der Besiedlung dessen, was heute das Stadtgebiet Emdens ist: Etwa um das Jahr 800 herum entstand am nördlichen Ufer der Emsmündung eine friesische Handelssiedlung. Um 1600 war der Emder Hafen einer der bedeutendsten Nordeuropas. Seit etwa 1900 hat sich der Seehafen Emden zu einem modernen Umschlagort entwickelt, der auch Industrieansiedlungen nach sich zog. Neben den Werften ist hier das Volkswagenwerk Emden zu nennen: Der VW-Konzern entschied sich 1964 bewusst für eine Hafenstadt als neuen Produktionsstandort – ohne den Hafen hätte sich also der mit weitem Abstand größte industrielle Arbeitgeber Ostfrieslands gar nicht erst in Emden angesiedelt. Somit hängt vom Hafen – direkt und indirekt – nahezu das gesamte Wirtschaftsleben der Stadt ab. Der Emder Hafen ist der flächenmäßig drittgrößte Hafen an der deutschen Nordseeküste.

## Geschichte
Die Historie des Emder Hafens lässt sich in zwei Abschnitte unterteilen: zum einen von der Entwicklung einer friesischen Handelssiedlung um das Jahr 800 herum bis zirka 1870. In den 1750er Jahren unternahmen von hier aus die Schiffe der Emder Ostasiatischen Handelskompanie Fahrten nach Kanton in China. Seit dem ausgehenden 19. Jahrhundert hat sich das Bild des Hafens hin zu einem modernen Industriehafen gewandelt.
Fast während des gesamten 20. Jahrhunderts galt Emden als der „Seehafen des Ruhrgebietes“. Kohle aus dem Ruhrgebiet wurde teilweise mit der Eisenbahn, teilweise auch über den Dortmund-Ems-Kanal nach Emden transportiert, in umgekehrter Richtung wurde importiertes Eisenerz für die Stahlindustrie des Ruhrgebietes via Emden dorthin versandt. Das Erz wurde vornehmlich an dem in den Jahren 1913 bis 1926 erbauten Südkai umgeschlagen.
Der letzte Erzfrachter machte 1986 in Emden fest. Rotterdam hatte Emden den Rang für diese Produkte abgelaufen. Dabei spielten vier Gründe eine wesentliche Rolle: Zum einen konnten die großen Massengutfrachter aufgrund ihres Tiefgangs den Emder Hafen nicht (mehr) anlaufen und mussten nahe Borkum kostspielig „geleichtert“ werden, das heißt, Binnenschiffe übernahmen bereits dort einen Teil der Ladung. Ein Frachter konnte erst nach dem „Leichtern“ den Emder Hafen anlaufen.
Zudem wurden die Binnenschiffe stets größer, so dass der Dortmund-Ems-Kanal (und seine Schleusen) nicht mehr für neue Generationen von Binnenschiffen ausreichten. Die Europäisierung der Verkehrsströme tat ein Übriges, ebenso der Niedergang der Stahlindustrie, insbesondere im östlichen Teil des Ruhrgebietes. Die Hochöfen in Duisburg, dem bedeutendsten Stahlstandort Deutschlands, sind über den Rhein besser zu erreichen.
1967 wurde über den Jarßumer Hafen in Emden Atommüll zur Verklappung im Atlantik umgeschlagen.
Ende der 2010er Jahre war der Fahrzeugumschlag die bedeutendste Säule des Emder Hafens. Die Modelle des VW-Konzerns (inklusive Töchter) werden über Emden im- und exportiert, was den Emder Hafen zum drittgrößten Autoverladehafen Europas macht (nach Brügges Hafen Zeebrugge und Bremerhaven). 2020 wurden 1,03 Mio. Einheiten im Emder Hafen umgeschlagen. Weitere Umschlagprodukte sind Forstprodukte und Flüssigkreide (beides für die Papierfabrik UPM Nordland Papier in Dörpen) sowie unter anderem Baustoffe, Getreide, Magnesiumchlorid, Mineralöl und Mineralölerzeugnisse, Eisen und Stahl.
Seit einigen Jahren ist Emden auch als Umschlaghafen für Windenergieanlagen aktiv. Diese stammen vom Hersteller Enercon im benachbarten Aurich und werden vom Emder Hafen aus exportiert. Die BARD Holding stellte im Emder Hafen Windenergie-Anlagen her. Zurzeit wird Emden als Basishafen für Offshore-Windenergieanlagen in der Nordsee eingerichtet.
Weiterer großer industrieller Arbeitgeber waren die Nordseewerke. In der früheren Großschiffswerft stellten zu Spitzenzeiten 700 Mitarbeiter Teile für Offshore-Windenergieanlagen her. Auf dem Gelände produzieren etwa 60 Mitarbeiter Schiffsteile für die Meyer Werft. Der Werftbetrieb (ohne Neubauten, nur Reparaturen und Umrüstungen) wird auf dem Gelände fortgesetzt von der Emder Werft und Dockbetriebe GmbH.
Im Bereich des Hafens sind diverse Unternehmen mit dem Umschlag der oben genannten Güter befasst, darunter die Emder Verkehrs und Automotive Gesellschaft mbH (EVAG), die Anker Schifffahrt GmbH, EPAS (Verschiffung von Windenergieanlagen) und mehrere Speditionen.
Der Freihafen in Emden wurde zum 1. Januar 2010 aufgelöst.

## Umschlag-Zahlen
Der Hafenumschlag in Emden betrug im Jahr 2010 6,46 Millionen Tonnen. Der Seeverkehr erreichte nach der Krise 2009 im Jahr 2010 mit 4,277 Mio. Tonnen ein Umschlagplus von 17,7 %. 2011 stieg der Umschlag im Seeverkehr des Niedersachsen Ports Emden um 4,4 % auf 4,47 Mio. Tonnen, 2012 wurde ein Umschlagplus von rund zwei Prozent auf 4,5 Mio. Tonnen erreicht. In den Jahren 2013 und 2014 wurden beim Seegüterumschlag nur 4,4 Mio. t erreicht, 2015 waren es nur 4,29 Mio. t. Im Jahr 2016 betrug der Umschlag von Seegütern 4,33 Mio. t, davon 2,68 Mio. t Stückgut. Darunter waren 332.800 t Zellstoff (+ 58 %) und 168.894 t Windenergiekomponenten (+ 5 %). 2017 betrug der Seegüterumschlag 5,08 Mio. t, davon 2,99 Mio. t Stückgut und 1,2 Mio. t feste Massengüter. 2020 lag der Seegüterumschlag mit rund 4 Mio. t etwa 9 Prozent unter dem Wert von 2019 (4,4 Mio. t). Der Umschlag von Kraftfahrzeugen nahm um knapp ein Viertel ab und lag 2020 bei 1,03 Mio. Einheiten.
Der Umschlag von Windenergiekomponeneten betrug beim Seeverkehr 2013 noch 267.696 Tonnen (2012: 167.931 t; 2011: 154.865 t).
Im Seeverkehr dominieren bei der Einfuhr Kreide, Forstprodukte, Steine und Erden sowie Kraftfahrzeuge, bei der Ausfuhr sind es mit weitem Abstand Kraftfahrzeuge. Im Binnenverkehr liegen beim Gütereingang Steine und Erden, Kreide, Mineralöle und Mineralölerzeugnisse sowie Forstprodukte vorne, beim Güterausgang sind es mit weitem Abstand Kreide und Forstprodukte – beides für die Dörpener Papierfabrik.
Mit 1,086 Millionen umgeschlagenen Kraftfahrzeugen hatte der Emder Hafen 2010 das Ergebnis von 2007 (1,083 Mio.) leicht übertroffen, 2012 waren es bereits 1,26 Mio. 2013 1,23 Mio. Automobile, 2015 1,407 Mio., 2016 rund 1,334 Mio. und 2017 genau 1.447.668 Fahrzeuge. Die Mehrzahl der verschifften Fahrzeuge stammt von Volkswagen.

## Hafeninfrastruktur
Der Emder Hafen ist seewärtig durch zwei Schleusen erreichbar. Die ältere und kleinere Nesserlander Schleuse (erbaut 1883–1888) dient vornehmlich der Binnen- und Sportschifffahrt sowie der Wasserstandsregulierung im Hafen. Für die Schifffahrt war sie allerdings wegen Baumaßnahmen einige Zeit gesperrt. Bis 2018 wurde die Einfahrtbreite auf 18 Meter und die Kammerlänge auf 180 Meter vergrößert. Die Große Seeschleuse dient der See-, teils auch der Binnenschifffahrt. Mit einer Länge von 260 Metern galt sie für einige Zeit nach ihrer Fertigstellung 1913 als größte Seeschleuse ihrer Art.
Der Hafen hat eine Gesamtfläche von 730 Hektar, davon 210 Hektar Wasserfläche. Die Kailänge im Binnenhafen beträgt 7,3 Kilometer, diejenige im Außenhafen (jenseits der Seeschleusen, also unmittelbar an der Ems) beträgt 1,6 Kilometer.
Der Hafen verfügt über mehrere RoRo-Rampen, eine Container-Verladebrücke und mehrere Krane für die Verladung von Schüttgut, sowie mit dem Bahnhof Emden Außenhafen einen Personenbahnhof am Borkumkai in unmittelbarer Nähe zu den Fährschiffen der AG Ems zur Insel Borkum.
Die Verkehrszentrale Ems des Wasserstraßen- und Schifffahrtsamtes (WSA) Emden an der Knock ist im Rahmen einer deutsch-niederländischen Kooperation für die Radarüberwachung und Lenkung des Schiffsverkehrs (Vessel Traffic Service) der gesamten Emsmündung zuständig.
Nachfolgend die einzelnen Hafenabschnitte, teils mit Nennung von Umschlagsgütern, dort tätigen Firmen und Institutionen sowie Hafeninfrastruktur. Die Übersicht erhebt keinen Anspruch auf Vollständigkeit:
- Emspier: seit 2004, direkt an der Ems gelegen, 250 Meter Kailänge ⊙
- Emskai: (RoRo) Kraftfahrzeuge (VW), Militärgüter bei Auslandseinsätzen der britischen Streitkräfte in Deutschland, Papier ⊙
- Außenhafen: Kraftfahrzeuge, Getreide
- Außenhafen: Liegeplätze für Schlepper ⊙
- Borkumkai: Fährverkehr zur Insel Borkum (Reederei AG Ems), mehrere RoRo-Brücken ⊙
- 1. Hafenbecken: derzeit ungenutzt ⊙
- 2. Hafenbecken: Schiffbau (Cassens-Werft), Docks und Krananlagen ⊙
- 3. Hafenbecken: Emder Yachtservice, Serviceeinrichtungen, Krananlagen ⊙
- Neptundock: Liegeplätze für Baufahrzeuge auf Pontons (Baufirma Gebr. Neumann) ⊙
- Alter Binnenhafen: Sportschifffahrt (Bewirtschaftung der Liegeplätze durch Reederei AG Ems) ⊙
- Eisenbahndock: derzeit ungenutzt, Neubau von Wohnhäusern am Wasser (Bauprojekt Neuer Delft) ⊙
- Alter Liegehafen / Tonnenhof: Betriebsflächen des Wasserstraßen- und Schifffahrtsamtes Emden ⊙
- Neuer Binnenhafen: Mehrere Steganlagen für die Sportschifffahrt, Liegeplätze für Baufahrzeuge auf Pontons (Baufirma v. d. Linde) ⊙
- Binnenhafen/Industriehafen/Stichkanal: Schiffbau (Nordseewerke), mehrere Hellings, 400-Tonnen-Bockkran, weitere Werftkräne, Trockendock, Schwimmdock ⊙
- Stichkanal: Baustoff- und Ölprodukteumschlag, Krananlagen ⊙
- Borssumer Hafen: Baustoffumschlag, Krananlagen ⊙
- Marinekai: derzeit ungenutzt ⊙
- Ölhafen: Umschlag von Magnesiumchlorid und Flüssigkreide (Omya), Umschlaganlagen zur Flüssiggut-Verladung ⊙
- Terminal I: (RoRo) Kraftfahrzeuge (EVAG) ⊙
- Binnenschiffsbecken: Biomasse-Umschlag für dort liegendes Kraftwerk (E.ON, EWE AG und Stadtwerke Emden) ⊙
- Nordkai: Containerumschlag; Umschlag von Windenergieanlagen (EPAS für den Hersteller Enercon) ⊙
- Jarßumer Hafen: Umschlag von Windenergieanlagen (BARD Engineering), Umschlag von Türmen für Windenergieanlagen (Enercon)⊙
- Südkai: Baustoffe, mehrere Verladebrücken für Massengüter/Schüttgüter ⊙
- Neuer Binnenhafen: Liegeplätze für Schlepper

## Tourismus
Der Emder Hafen hat außer für den Warenumschlag auch für den Tourismus eine erhebliche Bedeutung. Zum einen legen am Bahnhof Emden Außenhafen die Fähren zur Nordseeinsel Borkum ab, zum anderen bildet der Hafen für Freizeitskipper den Durchlass von buten (Seeseite) nach binnen (Binnenwasserstraßen in Ostfriesland).
Zudem werden alte und nicht mehr für den Warenumschlag genutzte Flächen für die Freizeitschifffahrt und auch für die Stadtentwicklung genutzt (siehe Stadtteilartikel Behördenviertel und Klein-Faldern).